# 居城
居城（きょじょう）とは、領主が普段から住む城。または、領主が拠点とする城をいう。しばしば本城と呼ばれる場合もある。城に領主などが住む、または本拠としていることを意味する形容動詞の言葉として使われることがある。
また、拠点とする建造物が館である場合には居館（きょかん）という。館は城郭に比して防御力に劣るため、合戦に備えて防衛拠点（山城や支城など）を近くに設けることが多く、戦国時代中期ごろまでは、平時は山麓などの居館に領主が住み、合戦が始まると山城などに籠もった。戦国時代後期以降は、平時・有事ともに対応する大規模な城郭（平城・平山城）を構築するようになり、居館は城郭と一体化するようになった。

## 居城・居館の例
居城
毛利元就の吉田郡山城（現・広島県安芸高田市）。中世山城ではあるが、毛利氏とその重臣たちは城中の曲輪内に居住していた。
織田信長の安土城（現・滋賀県近江八幡市）。信長は勢力拡大に併せて、那古野城・清洲城・小牧山城・岐阜城（稲葉山城）へと居城を幾度も移しており、最後の城となった安土城では、天守（天主）に居住していたとされる。
豊臣秀吉の大坂城など。
居館
大内氏の大内氏館・築山館（現・山口県山口市）。防御拠点として凌雲寺や高嶺城などを設けている。
武田信玄の躑躅ヶ崎館（現・山梨県甲府市）。詰城となる山城として要害山城を築いた。